# Ziro (provins)
Province du Ziro är en provins i Burkina Faso.   Den ligger i regionen Centre-Ouest, i den centrala delen av landet, 100 km söder om huvudstaden Ouagadougou. Antalet invånare är 119 318. Arean är 5 139 kvadratkilometer. Huvudort är Sapouy.